# Second Division 2002-2003
La Football League Second Division 2002-2003 è stato il 76º campionato inglese di calcio di terza divisione, nonché l'11º con la denominazione di Second Division.

## Squadre partecipanti
| Squadra             | Città                           | Stadio                  | Stagione precedente                                     |
| ------------------- | ------------------------------- | ----------------------- | ------------------------------------------------------- |
| Barnsley            | Barnsley                        | Oakwell Stadium         | 23º posto in Football League First Division, retrocesso |
| Blackpool           | Blackpool                       | Bloomfield Road         | 16º posto in Football League Second Division            |
| Brentford           | Londra (Hounslow)               | Griffin Park            | 3º posto in Football League Second Division             |
| Bristol City        | Bristol                         | Ashton Gate             | 7º posto in Football League Second Division             |
| Cardiff City        | Cardiff                         | Ninian Park             | 4º posto in Football League Second Division             |
| Cheltenham Town     | Cheltenham                      | Whaddon Road            | 4º posto in Football League Third Division, promosso    |
| Chesterfield        | Chesterfield                    | Saltergate              | 18º posto in Football League Second Division            |
| Colchester United   | Colchester                      | Layer Road              | 15º posto in Football League Second Division            |
| Crewe Alexandra     | Crewe                           | Gresty Road             | 22º posto in Football League First Division, retrocesso |
| Huddersfield Town   | Huddersfield                    | Alfred McAlpine Stadium | 6º posto in Football League Second Division             |
| Luton Town          | Luton                           | Kenilworth Road         | 2º posto in Football League Third Division, promosso    |
| Mansfield Town      | Mansfield                       | Field Mill              | 3º posto in Football League Third Division, promosso    |
| Northampton Town    | Northampton                     | Sixfields Stadium       | 20º posto in Football League Second Division            |
| Notts County        | Nottingham                      | Meadow Lane             | 19º posto in Football League Second Division            |
| Oldham Athletic     | Oldham                          | Boundary Park           | 9º posto in Football League Second Division             |
| Peterborough United | Peterborough                    | London Road             | 17º posto in Football League Second Division            |
| Plymouth Argyle     | Plymouth                        | Home Park               | 1º posto in Football League Third Division, promosso    |
| Port Vale           | Stoke-on-Trent (Burslem)        | Vale Park               | 14º posto in Football League Second Division            |
| Queens Park Rangers | Londra (Hammersmith and Fulham) | Loftus Road             | 8º posto in Football League Second Division             |
| Stockport County    | Stockport                       | Edgeley Park            | 24º posto in Football League First Division, retrocesso |
| Swindon Town        | Swindon                         | County Ground           | 13º posto in Football League Second Division            |
| Tranmere Rovers     | Birkenhead                      | Prenton Park            | 12º posto in Football League Second Division            |
| Wigan Athletic      | Wigan                           | JJB Stadium             | 10º posto in Football League Second Division            |
| Wycombe Wanderers   | High Wycombe                    | Adams Park              | 11º posto in Football League Second Division            |

## Classifica
|  | Pos. | Squadra           | Pt  | G  | V  | N  | P  | GF | GS | DR  |
|  | ---- | ----------------- | --- | -- | -- | -- | -- | -- | -- | --- |
|  | 1.   | Wigan             | 100 | 46 | 29 | 13 | 4  | 68 | 25 | +43 |
|  | 2.   | Crewe Alexandra   | 86  | 46 | 25 | 11 | 10 | 76 | 40 | +36 |
|  | 3.   | Bristol City      | 83  | 46 | 24 | 11 | 11 | 79 | 48 | +31 |
|  | 4.   | QPR               | 83  | 46 | 24 | 11 | 11 | 69 | 45 | +24 |
|  | 5.   | Oldham Athletic   | 82  | 46 | 22 | 16 | 8  | 68 | 38 | +30 |
|  | 6.   | Cardiff City      | 81  | 46 | 23 | 12 | 11 | 68 | 43 | +25 |
|  | 7.   | Tranmere          | 80  | 46 | 23 | 11 | 12 | 66 | 57 | +9  |
|  | 8.   | Plymouth          | 65  | 46 | 17 | 14 | 15 | 63 | 52 | +11 |
|  | 9.   | Luton Town        | 65  | 46 | 17 | 14 | 15 | 67 | 62 | +5  |
|  | 10.  | Swindon Town      | 60  | 46 | 16 | 12 | 18 | 59 | 63 | -4  |
|  | 11.  | Peterborough Utd  | 58  | 46 | 14 | 16 | 16 | 51 | 54 | -3  |
|  | 12.  | Colchester Utd    | 58  | 46 | 14 | 16 | 16 | 52 | 56 | -4  |
|  | 13.  | Blackpool         | 58  | 46 | 15 | 13 | 18 | 56 | 64 | -8  |
|  | 14.  | Stockport County  | 55  | 46 | 15 | 10 | 21 | 65 | 70 | -5  |
|  | 15.  | Notts County      | 55  | 46 | 13 | 16 | 17 | 62 | 70 | -8  |
|  | 16.  | Brentford         | 54  | 46 | 14 | 12 | 20 | 47 | 56 | -9  |
|  | 17.  | Port Vale         | 53  | 46 | 14 | 11 | 21 | 54 | 70 | -16 |
|  | 18.  | Wycombe           | 52  | 46 | 13 | 13 | 20 | 59 | 66 | -7  |
|  | 19.  | Barnsley          | 52  | 46 | 13 | 13 | 20 | 51 | 64 | -13 |
|  | 20.  | Chesterfield      | 50  | 46 | 14 | 8  | 24 | 43 | 73 | -30 |
|  | 21.  | Cheltenham Town   | 48  | 46 | 10 | 18 | 18 | 53 | 68 | -15 |
|  | 22.  | Huddersfield Town | 45  | 46 | 11 | 12 | 23 | 39 | 61 | -22 |
|  | 23.  | Mansfield Town    | 44  | 46 | 12 | 8  | 26 | 66 | 97 | -31 |
|  | 24.  | Northampton Town  | 39  | 46 | 10 | 9  | 27 | 40 | 79 | -39 |

Legenda:
      Promosso in Football League First Division 2003-2004.
  Ammesso ai play-off.
      Retrocesso in Football League Third Division 2003-2004.
Regolamento:
Tre punti a vittoria, uno a pareggio, zero a sconfitta.
In caso di arrivo di due o più squadre a pari punti, la graduatoria verrà stilata secondo i seguenti criteri:
- differenza reti
- maggior numero di gol segnati

## Spareggi

### Play-off

#### Tabellone
|  | Semifinali | Semifinali      | Semifinali | Semifinali | Semifinali |  |  | Finale | Finale             | Finale |  |
|  |            |                 |            |            |            |  |  |        |                    |        |  |
|  | 6          | Cardiff City    | 1          | 0          | 1          |  |  |        |                    |        |  |
|  | 3          | Bristol City    | 0          | 0          | 0          |  |  | 6      | Cardiff City (dts) | 1      |  |
|  | 5          | Oldham Athletic | 1          | 0          | 1          |  |  | 4      | QPR                | 0      |  |
|  | 4          | QPR             | 1          | 1          | 2          |  |  |        |                    |        |  |

#### Semifinali
|                     | Risultati |                     | Luogo e data            |
| ------------------- | --------- | ------------------- | ----------------------- |
| Cardiff City        | 1-0       | Bristol City        | Cardiff, 10 maggio 2003 |
| Bristol City        | 0-0       | Cardiff City        | Bristol, 13 maggio 2003 |
|                     |           |                     |                         |
| Oldham Athletic     | 1-1       | Queens Park Rangers | Oldham, 10 maggio 2003  |
| Queens Park Rangers | 1-0       | Oldham Athletic     | Londra, 14 maggio 2003  |
|                     |           |                     |                         |

#### Finale
|                     | Risultato |              | Luogo e data                                 |
| ------------------- | --------- | ------------ | -------------------------------------------- |
| Queens Park Rangers | 0-1 (dts) | Cardiff City | Cardiff (Millennium Stadium), 25 maggio 2003 |
|                     |           |              |                                              |